# Coppa Svizzera 1951-1952
La Coppa Svizzera 1951-1952 è stata la 27ª edizione della manifestazione calcistica. È iniziata il 14 settembre 1951 e si è conclusa il 14 aprile 1952. Il Grasshoppers vinse la competizione per la dodicesima volta.

## Regolamento
Turni ad eliminazione diretta in gara unica. Le partite terminanti in paritá dopo i tempi supplementari, potranno rigiocarsi una sola altra volta, se persiste il pareggio, si ricorre ad un sorteggio per stabilire la squadra qualificata al prossimo turno. Una prima fase vede la qualificazione di squadre attraverso delle eliminatorie regionali. Al terzo turno entrano in lizza le squadre di Nazionale A e B.

## Squadre partecipanti
| Basilea           |
| Bellinzona        |
| Berna             |
| Bienne            |
| Chiasso           |
| Grasshoppers      |
| La Chaux-de-Fonds |
| Locarno           |
| Losanna           |
| Lugano            |
| Servette          |
| Young Boys        |
| Young Fellows     |
| Zurigo            |

| Aarau              |
| Cantonal Neuchâtel |
| Étoile-Sporting    |
| Friburgo           |
| Grenchen           |
| Lucerna            |
| Malley             |
| Mendrisiostar      |
| Nordstern          |
| San Gallo          |
| Sciaffusa          |
| Urania Ginevra     |
| Winterthur         |
| Zugo               |

| Arbon             |
| Baden             |
| Blue Stars Zurigo |
| Brühl             |
| Ceresio           |
| Old Boys Basilea  |
| Red Star Zurigo   |
| Schöftland        |
| Trimbach          |
| Uster             |
| Wetzikon          |
| Wil               |

| Birsfelden        |
| Burgdorf          |
| Concordia Basilea |
| Derendingen       |
| Helvetia Berna    |
| Kleinhüningen     |
| Lengnau           |
| Olten             |
| Moutier           |
| Porrentruy        |
| St. Imier         |
| Soletta           |

| Central Friburgo      |
| Forward Morges        |
| International Ginevra |
| La Tour-de-Peilz      |
| Martigny              |
| Montreux-Sports       |
| Sierre                |
| Stade Lausanne        |
| Thun                  |
| US Lausanne           |
| Vevey                 |
| Yverdon               |

| Aigle                     |
| Bulle                     |
| Club Athletique Ginevra   |
| Chênois                   |
| Chippis                   |
| Estavayer-le-Lac          |
| Fleurier                  |
| Neuveville                |
| Renens                    |
| Saint-Leonard             |
| Altstetten                |
| Black Star                |
| Kollbrunn                 |
| Pratteln                  |
| Amicale Abattoirs Ginevra |
| Stade Nyonnais            |

| Bümpliz          |
| Gerlafingen      |
| Kreuzlingen      |
| Küsnacht         |
| Laufen           |
| Pro Daro         |
| Wohlen           |
| Binningen        |
| Gränichen        |
| Luterbach        |
| Neuhausen        |
| Osogna           |
| Post Bern        |
| Bodio            |
| Höngg            |
| Industrie Zurigo |

| Länggasse Berna          |
| Minerva Berna            |
| Ticino Berna             |
| Sparta Berna             |
| Victoria Berna           |
| Zähringia Berna          |
| Aarberg                  |
| Adliswil                 |
| Glattfelden              |
| Lenzburg                 |
| Nidau                    |
| Phönix Winterthur        |
| Tramelan                 |
| Schönenwerd-Niedergösgen |
| Langnau am Albis         |

| Wädenswil         |
| Wettingen         |
| Zofingen          |
| Courtételle       |
| Delémont          |
| Noranco           |
| Plan-les-Ouates   |
| Kickers Lucerna   |
| Luzerner SC       |
| Winkeln           |
| St. Margrethen    |
| Fortuna San Gallo |
| Rohrschach        |
| Möhlin-Riburg     |
| Ettingen          |

| Muttenz  |
| Riehen   |
| Chur     |
| Glarus   |
| Uzwil    |
| Wattwil  |
| Chailly  |
| Cossonay |
| Crissier |
| Vallorbe |

### 1º Turno eliminatorio
- 72 squadre di Seconda e Terza Lega sono qualificate a questo primo turno. Le 36 vincitrici parteciperanno al 2º turno in compagnia delle 36 squadre di Prima Lega.

| Squadra 1                    | Risultato     | Squadra 2                |
| ---------------------------- | ------------- | ------------------------ |
| 23 settembre 1951            |               |                          |
| Adliswil                     | 3 - 0         | Wädenswil                |
| Glattfelden                  | 0 - 3         | Phönix Seen              |
| Industrie Zurigo             | 1 - 3         | Höngg                    |
| Kollbrunn                    | 0 - 2         | Altstetten               |
| Laufen                       | 2 - 0         | Binningen                |
| Möhlin-Riburg                | 3 - 5(d.t.s.) | Ettingen                 |
| Muttenz                      | 3 - 0         | Riehen                   |
| Neuhausen                    | 1 - 3         | Kreuzlingen              |
| Pratteln                     | 2 - 1         | Black Star               |
| Renens                       | 5 - 0         | Aigle                    |
| Uzwil                        | 3 - 1         | Wattwil                  |
| Wohlen                       | 4 - 2         | Gränichen                |
| Zofingen                     | 6 - 1         | Schönenwerd-Niedergösgen |
| Fortuna San Gallo            | 3 - 1         | Rohrschach               |
| Glarus                       | 4 - 0         | Chur                     |
| St. Margrethen               | 4 - 2         | Winkeln                  |
| Kickers Lucerna              | 1 - 0         | Luzerner SC              |
| Osogna                       | 0 - 5         | Pro Daro                 |
| Noranco                      | 2 - 4         | Bodio                    |
| Amicale Abattoirs Ginevra    | 2 - 1         | Plan-les-Ouates          |
| Chailly                      | 2 - 1         | Vallorbe                 |
| Chênois                      | 5 - 1         | Club Athletique Ginevra  |
| Crissier                     | 1 - 0         | Cossonay                 |
| Delémont                     | 3 - 1         | Courtételle              |
| Neuveville                   | 5 - 3         | Fleurier                 |
| Aarberg                      | 3 - 2(d.t.s.) | Victoria Berna           |
| Minerva Berna                | 4 - 0         | Ticino Berna             |
| Zähringia Berna              | 3 - 7         | Bümpliz                  |
| Affoltern                    | 3 - 3(d.t.s.) | Langnau                  |
| Länggasse Berna              | 1 - 1(d.t.s.) | Sparta Berna             |
| Luterbach                    | 2 - 2(d.t.s.) | Gerlafingen              |
| Tramelan                     | 1 - 1(d.t.s.) | Nidau                    |
| Bulle                        | ? - ?         | Estavayer-le-Lac         |
| 1 ottobre(Recupero) 1951     |               |                          |
| Chippis                      | 5 - 1         | Saint-Leonard            |
| 7 ottobre(Ripetizioni) 1951  |               |                          |
| Gerlafingen                  | 2 - 1         | Luterbach                |
| Nidau                        | 0 - 2         | Tramelan                 |
| Sparta Berna                 | 1 - 1(d.t.s.) | Länggasse Berna          |
| 7 ottobre 1951               |               |                          |
| Küsnacht                     | 6 - 2         | Post Zurigo              |
| Lenzburg                     | 2 - 2(d.t.s.) | Wettingen                |
| 14 ottobre(Ripetizione) 1951 |               |                          |
| Wettingen                    | 1 - 0         | Lenzburg                 |

### 2º Turno eliminatorio
| Squadra 1        | Risultato     | Squadra 2                 |
| ---------------- | ------------- | ------------------------- |
| 14 ottobre 1951  |               |                           |
| Aarberg          | 1 - 3         | Thun                      |
| Affoltern        | 0 - 2         | Trimbach                  |
| Baden            | 1 - 3         | Küsnacht                  |
| Bodio            | 0 - 1         | Red Star                  |
| Bulle            | 1 - 0         | Vevey                     |
| Bümpliz          | 1 - 3         | Yverdon                   |
| Burgdorf         | 2 - 3         | Minerva Berna             |
| Central Friburgo | 1 - 0         | Tramelan                  |
| Ceresio          | 5 - 3         | Glarus                    |
| Chailly          | 0 - 2         | Montreux-Sports           |
| Chênois          | 1 - 3         | International Ginevra     |
| Crissier         | 1 - 2         | Sierre                    |
| Forward Morges   | 2 - 1(d.t.s.) | Renens                    |
| Gerlafingen      | 0 - 1         | Derendingen               |
| Helvetia Berna   | 0 - 2         | Zofingen                  |
| Höngg            | 5 - 0         | Birsfelden                |
| Kickers Lucerna  | 0 - 4         | Blue Stars Zurigo         |
| Kleinhüningen    | 2 - 0         | Adliswil                  |
| Kreuzlingen      | 1 - 2         | Brühl                     |
| La Tour-de-Peilz | 7 - 0         | Chippis                   |
| Laufen           | 2 - 3         | St. Imier                 |
| Lengnau          | 0 - 1         | Delémont                  |
| Martigny         | 1 - 0         | Amicale Abattoirs Ginevra |
| Muttenz          | 0 - 2         | Moutier                   |
| Neuveville       | 2 - 1         | Stade Lausanne            |
| Phönix Seen      | 1 - 2(d.t.s.) | Concordia Basilea         |
| Porrentruy       | 3 - 1         | Ettingen                  |
| St. Margrethen   | 0 - 4         | Arbon                     |
| Schöftland       | 6 - 1         | Wohlen                    |
| Soletta          | 2 - 3         | Pratteln                  |
| Olten            | 1 - 2         | Pro Daro                  |
| US Lausanne      | 5 - 2(d.t.s.) | Länggasse Berna           |
| Uster            | 2 - 0         | Altstetten                |
| Wetzikon         | 2 - 3         | Uzwil                     |
| 21 ottobre 1951  |               |                           |
| Wettingen        | 1 - 0         | Old Boys Basilea          |
| 28 ottobre 1951  |               |                           |
| Wil              | 2 - 1         | Fortuna San Gallo         |

### Trentaduesimi di finale
| Squadra 1                      | Risultato      | Squadra 2         |
| ------------------------------ | -------------- | ----------------- |
| 4 novembre 1951                |                |                   |
| Aarau                          | 4 - 1          | Concordia Basilea |
| Arbon                          | 1 - 0          | Sciaffusa         |
| Basilea                        | 7 - 0          | Wettingen         |
| Cantonal Neuchâtel             | 2 - 0          | St. Imier         |
| Étoile-Sporting                | 4 - 2          | Moutier           |
| Delémont                       | 1 - 0          | Porrentruy        |
| Bellinzona                     | 3 - 0          | Blue Stars Zurigo |
| Derendingen                    | 0 - 3          | Young Boys        |
| Friburgo                       | 5 - 3          | Central Friburgo  |
| Grasshoppers                   | 11 - 2         | Pro Daro          |
| Grenchen                       | 3 - 1          | Minerva Berna     |
| International Ginevra          | 2 - 1          | Montreux-Sports   |
| Kleinhüningen                  | 1 - 2          | Nordstern         |
| Küsnacht                       | 0 - 8          | Chiasso           |
| Locarno                        | 6 - 1          | Red Star Zurigo   |
| Losanna                        | 5 - 2          | US Losanna        |
| Lugano                         | 6 - 1          | Trimbach          |
| Malley                         | 7 - 0          | Bulle             |
| Mendrisio                      | 3 - 1          | Schöftland        |
| Neuveville                     | 0 - 6          | La Chaux-de-Fonds |
| Pratteln                       | 3 - 9          | Zugo              |
| Servette                       | 12 - 0         | Martigny          |
| Urania Ginevra                 | 2 - 0          | La Tour-de-Peilz  |
| Uster                          | 2 - 6          | San Gallo         |
| Wil                            | 4 - 3          | Brühl             |
| Winterthur                     | 4 - 0          | Ceresio           |
| Young Fellows                  | 10 - 2         | Uzwil             |
| Yverdon                        | 1 - 2          | Bienne            |
| Zofingen                       | 0 - 2          | Lucerna           |
| Zurigo                         | 7 - 1          | Höngg             |
| Berna                          | 3 - 3 (d.t.s.) | Thun              |
| Forward Morges                 | 1 - 1 (d.t.s.) | Sierre            |
| 18 novembre 1951 (Ripetizione) |                |                   |
| Sierre                         | 1 - 0          | Forward Morges    |
| 25 novembre 1951 (Ripetizione) |                |                   |
| Thun                           | 6 - 2          | Berna             |

### Sedicesimi di finale
| Squadra 1        | Risultato      | Squadra 2             |
| ---------------- | -------------- | --------------------- |
| 23 dicembre 1951 |                |                       |
| Aarau            | 0 - 2          | Zurigo                |
| Arbon            | 1 - 3          | Bellinzona            |
| Basilea          | 3 - 2          | Locarno               |
| Chiasso          | 3 - 1          | Lucerna               |
| Delémont         | 1 - 3          | Young Boys            |
| Losanna          | 1 - 0          | Bienne                |
| Lugano           | 6 - 1          | Mendrisio             |
| Sierre           | 2 - 1          | Nordstern             |
| Servette         | 3 - 0          | Étoile Carouge        |
| Thun             | 2 - 3          | International Ginevra |
| Urania Ginevra   | 3 - 0          | Malley                |
| Wil              | 0 - 4          | Winterthur            |
| Young Fellows    | 2 - 1          | San Gallo             |
| FC Zugo          | 1 - 2 (d.t.s.) | Grasshoppers          |
| Friburgo         | 0 - 0          | Cantonal Neuchâtel    |
| Grenchen         | 1 - 1 (d.t.s.) | La Chaux-de-Fonds     |

| Squadra 1                   | Risultato | Squadra 2 |
| --------------------------- | --------- | --------- |
| (Spareggi) 30 dicembre 1951 |           |           |
| Cantonal Neuchâtel          | 1 - 3     | Friburgo  |
| La Chaux-de-Fonds           | 2 - 1     | Grenchen  |

### Ottavi di finale
| Squadra 1        | Risultato | Squadra 2             |
| ---------------- | --------- | --------------------- |
| 30 dicembre 1951 |           |                       |
| Basilea          | 3 - 1     | Chiasso               |
| Servette         | 2 - 0     | Bellinzona            |
| Sierre           | 2 - 5     | Lugano                |
| Winterthur       | 0 - 1     | International Ginevra |
| Young Fellows    | 2 - 1     | Urania Ginevra        |

| Squadra 1         | Risultato      | Squadra 2    |
| ----------------- | -------------- | ------------ |
| 6 gennaio 1952    |                |              |
| Young Boys        | 4 - 1          | Losanna      |
| Zurigo            | 3 - 0          | Friburgo     |
| La Chaux-de-Fonds | 2 - 2 (d.t.s.) | Grasshoppers |

| Squadra 1                   | Risultato | Squadra 2         |
| --------------------------- | --------- | ----------------- |
| (Spareggio) 13 gennaio 1952 |           |                   |
| Grasshoppers                | 4 - 1     | La Chaux-de-Fonds |

### Quarti di Finale
| Squadra 1             | Risultato | Squadra 2    |
| --------------------- | --------- | ------------ |
| 17 febbraio 1952      |           |              |
| Basilea               | 6 - 5     | Servette     |
| International Ginevra | 4 - 2     | Young Boys   |
| Lugano                | 5 - 1     | Zurigo       |
| Young Fellows         | 1 - 4     | Grasshoppers |

### Semifinali
| Squadra 1             | Risultato | Squadra 2    |
| --------------------- | --------- | ------------ |
| 23 marzo 1952         |           |              |
| Basilea               | 0 - 2     | Grasshoppers |
| International Ginevra | 1 - 6     | Lugano       |

### Finale
| Arbitro: | Rappin (Losanna) |

|                         |           |  |
| Berbig 7’ Hüssy (I) 42’ | Marcatori |  |